# Chagria sikkimensis
Chagria sikkimensis är en insektsart som först beskrevs av Datta och Soumyendra Nath Ghosh 1973.  Chagria sikkimensis ingår i släktet Chagria och familjen dvärgstritar. Inga underarter finns listade i Catalogue of Life.